# ویشنیووی
ویشنیووی (به لاتین: Vishnyovy) یک منطقهٔ مسکونی در روسیه است که در استان آستراخان واقع شده‌است.